# Rieselgrund

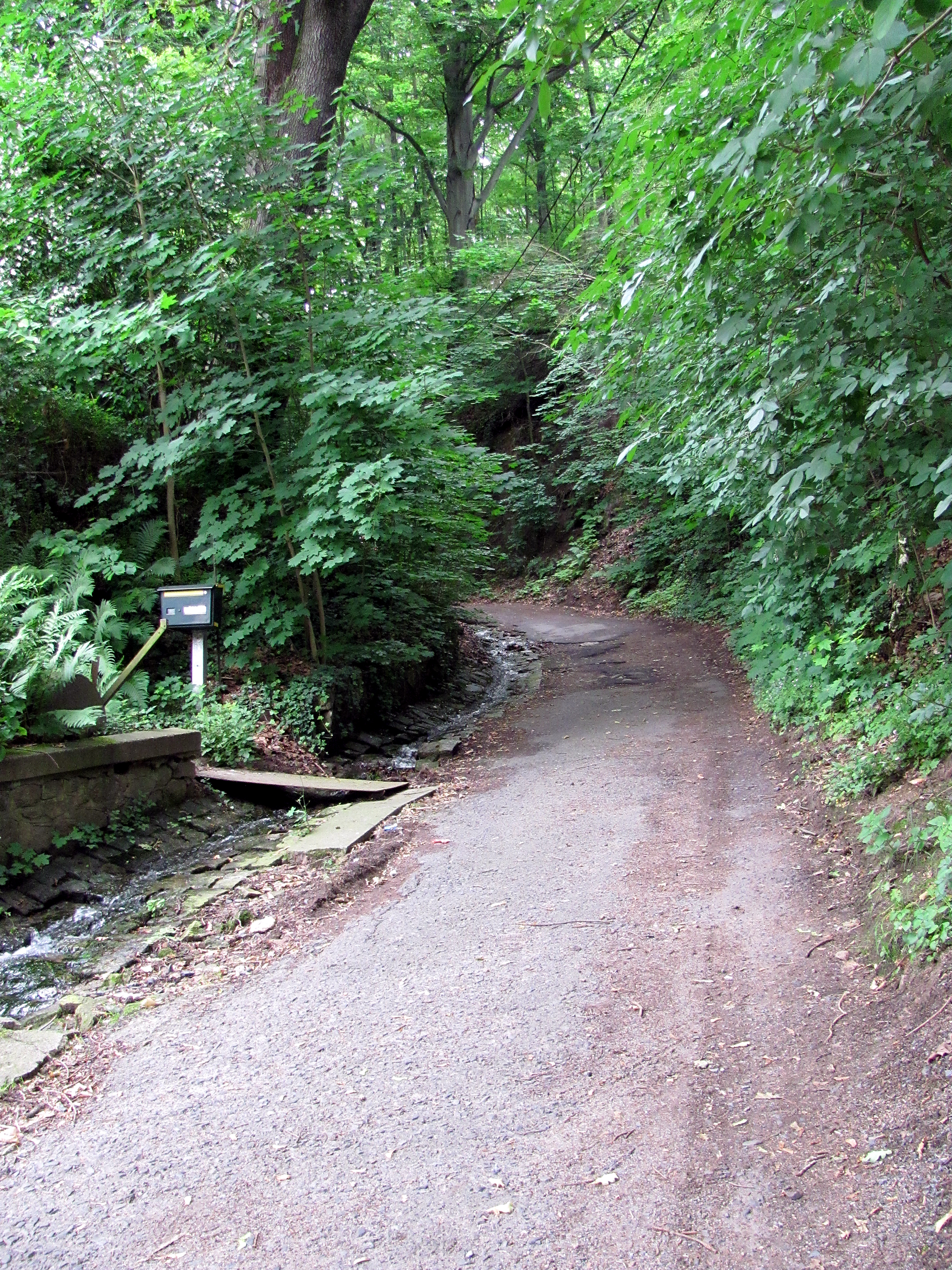
Rieselgrund mit Bachlauf gleich oberhalb der Lößnitzgrundstraße

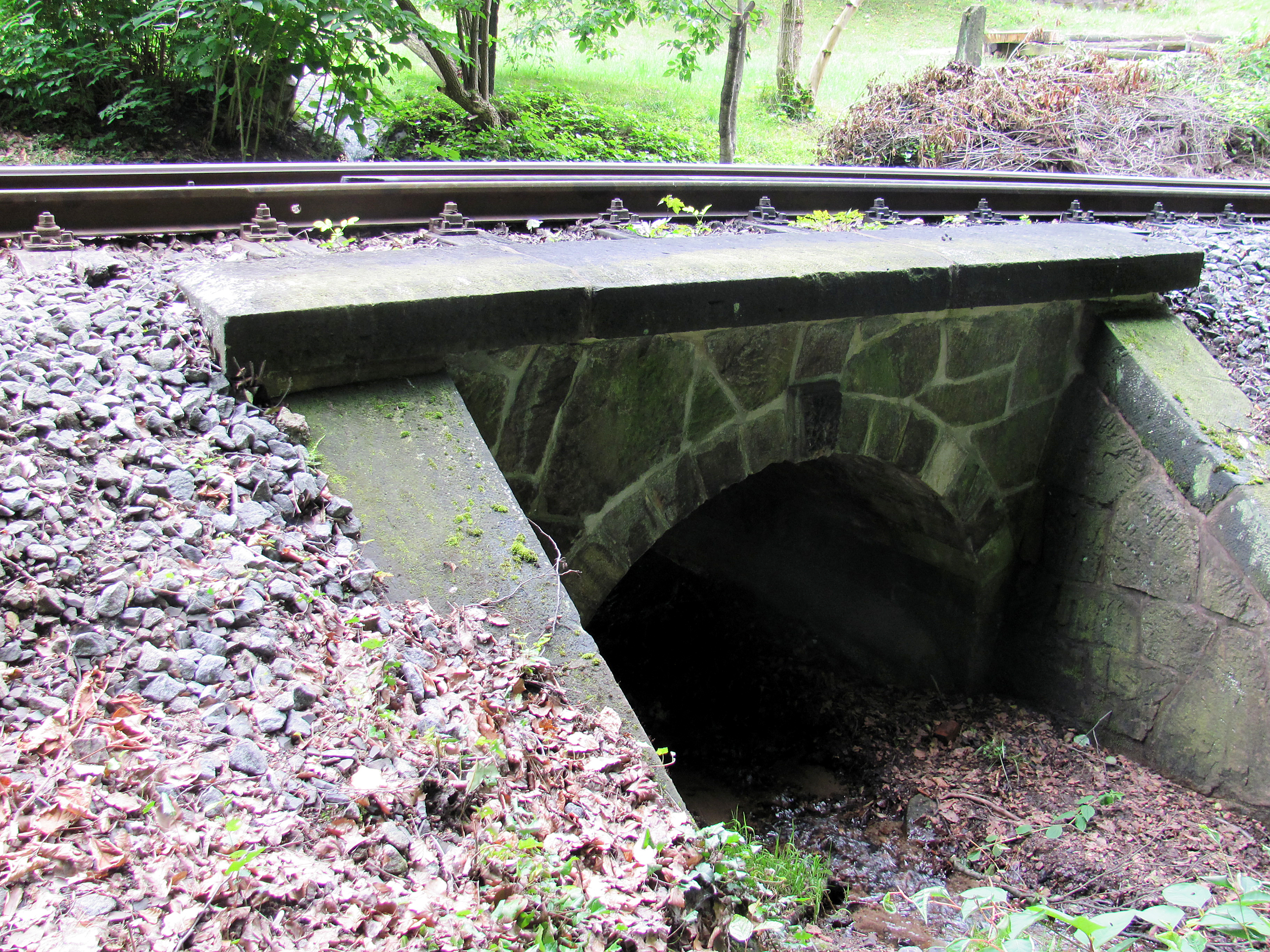
Brücke des Lößnitzdackels über den Bachlauf Rieselgrund, der oberhalb rechts des Gebüsches zu sehen ist.

Der Rieselgrund ist ein linkes Nebental des Lößnitzgrunds. Das enge Kerbtal liegt im Stadtteil Wahnsdorf der sächsischen Stadt Radebeul. Es führt südlich der Ortschaft Wahnsdorf von der zur Lausitzer Platte gehörenden Hochfläche in westlicher Richtung hinunter in den Lößnitzgrund und überwindet dabei etwa 70 bis 80 Höhenmeter. Im Süden grenzen die Waldflächen des Rieselgrunds an die Westgrenze der Weinbergslandschaft der Hoflößnitz.
Der Rieselgrund mit seinen bewaldeten Hängen gehört zum 115 Hektar großen Fauna-Flora-Habitat-Gebiet Lößnitzgrund und Lößnitzhänge (Natura-2000-Gebiet, EU-Meldenr.: DE4847304, Landesinterne Nr.: 159), zur Teilfläche 2 („Lößnitzgrund–Ost“). Diese Teilfläche 2 liegt „nahezu vollständig“ im Landschaftsschutzgebiet Lößnitz.
Im Grund fließt der auch Rieselgrund genannte Bach, der dem Lößnitzbach zufließt und einen seiner linken Zuflüsse darstellt.
Im Tal verläuft der um 1900 so benannte Rieselgrundweg, der Verbindungsweg zwischen Wahnsdorf und der am Lößnitzbach gelegenen, ehemaligen Carlowitz- bzw. Pönitzsch-Mühle, eine Wassermühle, die später zum Elektrizitätswerk Niederlößnitz umgebaut wurde. Der Weg beginnt dort an der Lößnitzgrundstraße direkt südlich der dort stehenden Villen Nr. 47 und 49 und verläuft nördlich des Anwesens der Villa Annabella in östlicher Richtung. Auf halber Strecke des östlich führenden Teils zweigt nach Norden ein steiler, teilweise abgetreppter Aufgang ab, der zum Berggasthaus „Zum Pfeiffer“ führt. Der Rieselgrundweg überwindet dann in nordöstlicher Richtung führend die restlichen Höhenmeter des Steilanstiegs der Lausitzer Verwerfung auf die Hochfläche, die zur Lausitzer Platte gehört. Dort verläuft er dann in nördlicher Richtung zum westlichen Rand des Angers Altwahnsdorf.
Der Rieselgrund mit dem östlich aufsteigenden Rieselgrundweg liegt im Denkmalschutzgebiet Historische Weinberglandschaft Radebeul. Der dann nordöstlich verlaufende Rieselgrundweg bildet bis zu seinem Umknicken nach Norden nach Überwindung der Hangkante etwa die nördliche Grenze des Denkmalschutzgebiets.